# Ciclova Română, Caraș-Severin
Ciclova Română este satul de reședință al comunei cu același nume din județul Caraș-Severin, Banat, România.

## Așezare
Localitatea Ciclova Română este situată la poalele vestice ale Munților Aninei, pe drumul județean 571 Ciclova Montană - Ciclova Română - Oravița și este străbătută de cusul superior al văii Ciclova.

## Scurt istoric
Săpăturile arheologice făcute de-a lungul timpului pe teritoriul satului au adus dovezi materiale ale unei locuiri încă din cele mai vechi timpuri, astfel în locul numit "Dealu Mare" s-au descoperit o așezare Hallstatt-iană, alta daco-romană din sec. III-IV d.Hr. și una medievală, datată în secolul al XIV-lea.
Între valea pârâului Vrani și dealul apropiat, sunt semnalate mai multe așezări din secolele IV, VIII-IX și XI-XIII, în locul numit "Morminți" s-a descoperit o necropolă medievală din secolul al XIV-lea, în interiorul căreia s-a găsit un denar emis de Carol Robert, iar în hotarul satului, lângă pădure s-au găsit fragmente ceramice preistorice atipice din sec. XI-XII.
În valea Ciclovei se află o mină care a funcționat în perioada epocii romane cât și în cea medievală, ce se ocupa cu exploatarea zăcămintelor de minereu de fier.
Începând cu anul 1876, satul Ciclova Română a aparținut de Comitatul Caraș-Severin din Regatul Ungariei, apartenență ce se încheie în anul 1920, odată cu semnarea Tratatului de la Trianon, tratat ce prevedea stabilirea frontierelor Ungariei cu vecinii săi, iar în perioada interbelică, localitatea a fost sub administrarea teritoială a județului Caraș.

## Economie
Economia localității este bazată pe activități în domeniul: prelucrării primare a lemnului, agriculturii prin cultura plantelor, exploatarea fănețelor și creșterii animalelor și comerțului cu produse agricole.

## Atracții turistice
- Biserica Ortodoxă cu Hramul "Înălțarea Domnului", secolul al XVIII-lea
- Cetatea Medievală, sit arheologic
- Monumentul Eroilor din Primul Război Mondial
- Monumentul Eroilor din cel de-Al Doilea Război Mondial
- Monumentul Deținuților politici deportați în Bărăgan
- Rezervația Naturală Rol-Beușnița
- Cheile Nerei